# 박훈 (1941년)
박훈(1941년 7월 2일 ~ )은 대한민국의 정치인이다. 제39대 동대문구청장을 역임했다.

## 역대 선거 결과
|  | 3.54% |

|  | 11.84% |

|  | 47.50% |

|  | 46.25% |